# H. C. Potter
Henry Codman Potter (Nova Iorque, 13 de novembro de 1904 — Southampton,  31 de agosto de 1977) foi um cineasta estadunidense.

## Filmografia
- Beloved Enemy (1936)
- Wings over Honolulu (1937)
- Romance in the Dark (1938)
- The Shopworn Angel (1938)
- The Cowboy and the Lady (1938) (1938)
- The Story of Vernon and Irene Castle (1939)
- Blackmail (1939) (1939)
- Congo Maisie (1940)
- Second Chorus (1940)
- Hellzapoppin' (1941)
- Mr. Lucky (filme) (1943)
- The Farmer's Daughter (1947)
- A Likely Story (1947)
- Mr. Blandings Builds His Dream House (1948)
- The Time of Your Life (1948)
- The Miniver Story (1950)
- Three for the Show (1955)
- Top Secret Affair (1957)